# Рисовые хомяки
Рисовые хомяки (лат. Oryzomys) — род мышевидных грызунов из семейства хомяковые (Cricetidae). Ранее род насчитывал более 100 видов. Сейчас к роду относят 8 видов, из которых 3 вида вымерли в исторический период.
Ареал Oryzomys простирается от Нью-Джерси в восточной части Соединённых Штатов через Мексику и Центральную Америку на юг до северо-западной Колумбии и с востока на северо-запад Венесуэлы и Кюрасао. Рисовые хомяки живут в различных лесных, кустарниковых и горных ландшафтах, но большинство предпочитает сырые, болотистые места в дикой природе. За редким исключением в жилища человека они не проникают.

## Описание
Грызуны внешне похожи на больших мышей. Длина тела 10—20 см, вес 30—80 г. Хвост примерно равен длине тела.
Рисовые хомяки активны в любое время суток. Обычно несколько часов повышенной активности прерываются кратковременным отдыхом. Укрытия эти хомяки могут устраивать в неглубоких норах, чаще на поверхности земли под прикрытием поваленного дерева, между корней или в камнях. На болотах гнездо из сухой травы (шар до полуметра в диаметре с входом сбоку или снизу) часто помещается в ветвях густого кустарника, среди стеблей и трав или на высокой кочке. Изнутри гнездо выстилают тонкими травинками и растительным пухом.
Несмотря на хорошо выраженную холмистую структуру жевательных зубов, эти грызуны в большом количестве потребляют сочную зелень трав и молодых побегов деревьев и кустарников, при случае с удовольствием едят рыбу. Сами они поймать её не могут, хотя хорошо плавают и ныряют, и удовлетворяются погибшей или доедают чужие остатки. Рисовые хомяки регулярно питаются насекомыми и другими беспозвоночными.
В тропических широтах размножение длится круглый год, а в умеренных областях и высоко в горах — с небольшим перерывом. Через 25 суток беременности самка рождает 3—4 (редко 7—8) детёнышей. Новорожденные весят от 2 до 5 г каждый в зависимости от размеров самки и совершенно беспомощны. Первое время они голые и слепые. Через две недели детёныши переходят на растительные корма, а в два месяца начинают размножаться. Все самки почти круглый год беременны, каждая из них даёт по 8—10 помётов. В природе огромное количество рисовых хомяков погибает от хищников и болезней, и только их плодовитость компенсирует потери. Редкие особи доживают до года. Рисовых хомяков разводят в лабораториях для исследований по биологии и медицине.

## Виды
- Oryzomys albiventer
- †Oryzomys antillarum
- Техасский рисовый хомяк (Oryzomys couesi)
- Oryzomys dimidiatus
- Oryzomys gorgasi
- †Oryzomys nelsoni
- Болотный рисовый хомяк (Oryzomys palustris)
- †Oryzomys peninsulae

Некоторые систематики выделяют в качестве самостоятельного вида Oryzomys argentatus — популяцию в нижней Флореде-Кис.